# イオンモール津山
イオンモール津山（イオンモールつやま）は、岡山県津山市河辺に立地し、イオンモール株式会社が開発・運営を行うショッピングセンターである。

## 概要
もともと同所にあったジャスコ津山店を商業施設面積で約1.8倍に増床し、岡山県北部で最大の商業施設として2007年（平成19年）10月20日に開業した。2014年に入り大規模な改装(テナントの入れ替え)を行い同年3月20日にリニューアルオープンした。
開業時はイオン津山ショッピングセンターの名称で営業していたが、2011年（平成23年）11月21日より現名称に変更された。

## 主なテナント
出店テナント全店の一覧・詳細情報は公式サイト「ショップ&レストラン」を、営業時間およびATMを設置する金融機関の詳細は公式サイト「インフォメーション」を参照。

### イオン津山店
1階は「食品とヘルス&ビューティー、ホームファッション、デジタルワールドのフロア」、2階は「メンズ・レディスアパレルとキッズワールドのフロア」(AEON STYLE STORE) である。イオンホール（多目的ホール）は2階に設置されている。

## 交通

### 道路
- 中国自動車道津山インターチェンジ・国道53号（国道429号重複）津山インター交差点から北西約300m。

### バス
- 津山駅から中鉄北部バス 行方・小坂・勝間田駅前行で19分、イオン津山停留所下車。
- 東津山駅駅前の東津山停留所から中鉄北部バス 行方・小坂・勝間田駅前行で約10分、イオン津山停留所下車。

## 周辺施設
- 津山中央病院
- ヤマダ電機 テックランド津山店
- パナソニック エレクトロニックデバイス ジャパン 津山ディビジョン